# アフリカクロクイナ
アフリカクロクイナ（阿弗利加黒水鶏、学名：Porzana flavirostra）は、ツル目クイナ科に分類される鳥類の一種である。本種をシロハラクイナ属（Amaurornis）に分類する説もある。その場合、学名はAmaurornis flavirostraとなる。

## 分布
サハラ砂漠以南のアフリカに分布する。

## 形態
体長約19cm。体の全体が黒色である。虹彩は赤色、嘴は黄緑色、脚は桃色がかった赤色である。

## 生態
湿地や林縁に生息する。昼行性である。繁殖期には縄張りを形成し、侵入者を激しく攻撃する。
昆虫類や小型の爬虫類、両生類、魚類、植物の種子を食べる。腐肉や鳥類の卵を食べることもある。
ほとんど一年中繁殖する。水草の茂みの中に営巣し、1腹2-6個の卵を産む。抱卵期間は13-19日で、雌雄協同で抱卵、育雛を行う。若い鳥が育雛を助けるヘルパー（バン属において知られている）の存在が、本種においても観察されている。